# Olivier Mutis
Pour les articles homonymes, voir Mutis.
Olivier Mutis, né le 2 février 1978 à Mont-Saint-Martin en Lorraine, est un ancien joueur français de tennis professionnel. En junior, il a remporté le tournoi de Wimbledon en 1995 et le double de Roland Garros en 1996 avec Sébastien Grosjean.

## Carrière
Vainqueurs des Petits As à Tarbes en 1992 entraîné par REMY Philippe. 
En 1993, il participe au tournoi de Roland Garros junior et il remporte la Coupe Davis Junior.
En mai 1995, il fait sa première apparition en Grand Chelem à 17 ans et 911e mondial à Roland-Garros. Henri Leconte blessé ne peut jouer, Mutis est choisi pour récupérer son invitation car les officiels ont estimé qu'il avait les meilleurs résultats récents parmi les autres joueurs français. Il perd contre Sláva Doseděl sur le score fleuve de 7-66, 5-7, 7-5, 6-74, 6-8 (score très rare où les joueurs sont arrivés à 7 jeux dans tous les sets). Le match est joué sur deux jours et Mutis a mené 4 point à 0 dans le tie break du 4e set passant à 3 points du match et puis, après avoir mené 5 jeux à 1 dans la dernière manche, il passe cette fois à deux points de la victoire à 5 jeux à 3 30/30 sur le service adverse.
En juillet 1995, il remporte le tournoi Junior de Wimbledon contre Nicolas Kiefer en finale 6-2, 6-2.
En septembre 1996, il échoue en demi-finale de l'US Open junior contre Daniel Elsner.
En 2002, il remporte 4 tournois Challenger atteint une autre finale et remporte également 2 tournois Futures. Il finit l'année dans le top 100 mondial.
En 2003, il rate de peu les demi-finale de Casablanca en ratant 3 balles de match contre le local Hicham Arazi (3-6, 7-611, 6-4). À Houston, il bat l'Américain James Blake no 25 mondial et se fait une place en demi-finale (battu par Andy Roddick). Au 2e tour de Wimbledon il rate d'une balle de match sa place pour les 1/16e contre Paradorn Srichaphan no 11 mondial (6-4, 6-1, 6-74, 5-7, 5-7, il menait 2 sets à 0, au premier tour c'est lui qui fait une remontée de 2 sets à 0 contre Franco Squillari 4-6, 0-6, 6-4, 7-61, 6-3). Il rate encore 1 balle de match en cette année 2003 contre Fernando González lors du premier tour du Masters 1000 de Hambourg (son unique match dans cette catégorie de tournois).
En 2004 à Roland-Garros il élimine au 2e tour le numéro 2 mondial Andy Roddick (3-6, 6-3, 6-75, 6-3, 6-2). Ensuite il élimine facilement Fabrice Santoro qui sortait de deux matchs en 5 sets dont notamment la rencontre contre Arnaud Clément (ancien record du match le plus long en temps). En 1/8 de finale Juan Ignacio Chela le bat en 4 sets.
En septembre de la même année, à Palerme, il vainc Rafael Nadal sur terre battue sur le score de 6-3, 6-3, avant l'avènement de l'Espagnol sur la surface ocre l'année suivante.
Olivier Mutis arrête sa carrière prématurément à cause de blessures à répétition, son dernier match sur le circuit principal de l'ATP est contre Janko Tipsarević à Casablanca en 2005, dans les tournois Challenger à Cherbourg contre Lu Yen-hsun en 2006 et dans les tournois de 3e division les Futures à Lille contre Jo-Wilfried Tsonga.
En 2007 (contre Julien Mathieu) et 2008 (contre Thierry Ascione) il échoue au premier tour des qualifications de l'Open de Lorraine à Metz dans sa région. Il ne joue que ces deux matchs lors de ces deux saisons.
Dans sa carrière il aura remporté 7 tournois Challengers, atteint une demi-finale dans un ATP 250 et battu un numéro 2 mondial (et ancien numéro 1).

## Après carrière
Il travaille pour la fédération de tennis du Luxembourg comme entraîneur.

## Parcours en Grand Chelem

### En simple
| Année | Open d'Australie | Open d'Australie | Roland-Garros                                      | Roland-Garros      | Wimbledon                                     | Wimbledon           | US Open         | US Open          |
| ----- | ---------------- | ---------------- | -------------------------------------------------- | ------------------ | --------------------------------------------- | ------------------- | --------------- | ---------------- |
| 1995  | -                | -                | 1er tour (1/64)                                    | Sláva Doseděl      | -                                             | -                   | -               | -                |
| 1996  | -                | -                | -                                                  | -                  | -                                             | -                   | -               | -                |
| 1997  | -                | -                | Q3 \|\| style="text-align:left" \| Wayne Black     | -                  | -                                             | -                   | -               |                  |
| 1998  | -                | -                | 1er tour (1/64)                                    | David Prinosil     | -                                             | -                   | -               | -                |
| 1999  | -                | -                | Q3 \|\| style="text-align:left" \| Agustín Calleri | -                  | -                                             | -                   | -               |                  |
| 2000  | -                | -                | -                                                  | -                  | Q1 \|\| style="text-align:left" \| Harel Levy | -                   | -               |                  |
| 2001  | -                | -                | Q1 \|\| style="text-align:left" \| Ronald Agénor   | -                  | -                                             | -                   | -               |                  |
| 2002  | -                | -                | Q2 \|\| style="text-align:left" \| Leonardo Olguín | -                  | -                                             | -                   | -               |                  |
| 2003  | -                | -                | 2e tour (1/32)                                     | Gastón Gaudio      | 2e tour (1/32)                                | Paradorn Srichaphan | 1er tour (1/64) | Alberto Martín   |
| 2004  | 1er tour (1/64)  | Hicham Arazi     | 4e tour (1/8)                                      | Juan Ignacio Chela | -                                             | -                   | 1er tour (1/64) | Márcos Baghdatís |
| 2005  | 1er tour (1/64)  | Andrei Pavel     | Q1 \|\| style="text-align:left" \| Carlos Berlocq  | -                  | -                                             | -                   | -               |                  |

### En double
| Année | Open d'Australie | Open d'Australie | Roland-Garros                        | Roland-Garros                     | Wimbledon | Wimbledon | US Open | US Open |
| ----- | ---------------- | ---------------- | ------------------------------------ | --------------------------------- | --------- | --------- | ------- | ------- |
| 1996  | -                | -                | 1er tour (1/32) Sébastien Grosjean   | Luis Lobos Javier Sánchez         | -         | -         | -       | -       |
| 1997  | -                | -                | 1er tour (1/32) Sébastien Grosjean   | Jonas Björkman Nicklas Kulti      | -         | -         | -       | -       |
| 1998  | -                | -                | -                                    | -                                 | -         | -         | -       | -       |
| 1999  | -                | -                | 1er tour (1/32) Antony Dupuis        | Devin Bowen Eyal Ran              | -         | -         | -       | -       |
| 2000  | -                | -                | -                                    | -                                 | -         | -         | -       | -       |
| 2001  | -                | -                | -                                    | -                                 | -         | -         | -       | -       |
| 2002  | -                | -                | -                                    | -                                 | -         | -         | -       | -       |
| 2003  | -                | -                | 1er tour (1/32) Sébastien de Chaunac | Lee Hyung-taik Vladimir Voltchkov | -         | -         | -       | -       |
| 2004  | -                | -                | 1er tour (1/32) Olivier Patience     | Karol Kučera Todd Perry           | -         | -         | -       | -       |
| 2005  | -                | -                | 1er tour (1/32) Olivier Patience     | Gastón Etlis Martin Rodriguez     | -         | -         | -       | -       |